# آمال شروف
آمال شروف لاعبة كرة طائرة جزائرية، ولدت في 21 نوفمبر عام 1990 في الجزائر العاصمة. شاركت في الألعاب الإفريقية عام 2011 مع المنتخب الجزائري للسيدات. شاركت في برج الأبطال عام 2012
- النادي الحالي : المجمع الرياضي البترولي (مولودية الجزائر سابقا)
- النادي السابق : Com Argenteuil
- النادي السابق : رائد اتحاد جامعة الجزائر
- النادي الأول : المجمع الرياضي البترولي (مولودية الجزائر سابقا)
- منتخب الجزائر لكرة الطائرة سيدات